# جوناثان بلوم
جوناثان بلوم (بالإنجليزية: Jonathan Blum)‏‏ (مايو 1972 - ) روائي، وكاتب خيال علمي من الولايات المتحدة.